# Nadja Ognjanova-Rumenova
Nadja Georgieva Ognjanova-Rumenova (n. 1970) es una botánica y algóloga búlgara. Realizó extensas recolecciones de la flora de Bulgaria, encontrándose duplicados de sus especímenes en Royal Botanic Gardens, Kew (K). Ha desarrollado actividades académicas en el Departamento de Paleontología, Estratigrafía y Sedimentología, en la Academia Búlgara de Ciencias

## Algunas publicaciones
- stefan ivanov Kožuharov, ana v. Petrova. 1974. IOPB Chromosome numbers reports XLIV. Taxon 23:373-380

### Libros
- kalina Manoylov, nadja g. Ognjanova-rumenova. 2006. Advances in phycological studies: festschrift in honor of Dobrina Temniskova-Topalova. Ed. Pensoft, 383 pp. ISBN 954072354X

- La abreviatura «Ognjan.-Rum.» se emplea para indicar a Nadja Ognjanova-Rumenova como autoridad en la descripción y clasificación científica de los vegetales.[3]